# Sergio Polano

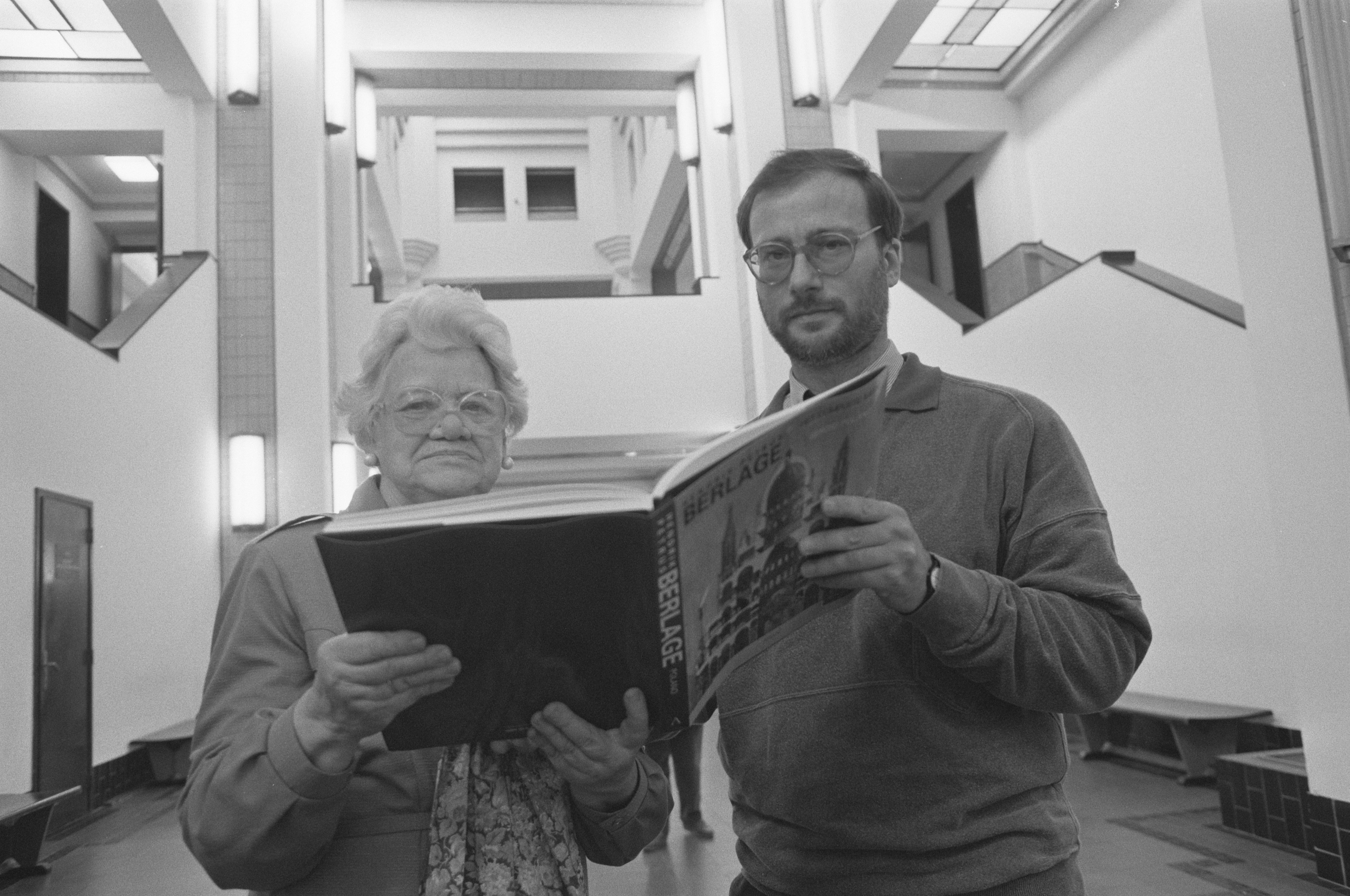
Sergio Polano e la signora Van Rooy (figlia dell'architetto H.P. Berlage) in 1988

Sergio Polano (Livorno, 24 gennaio 1950 – Cividale del Friuli, 14 giugno 2022) è stato uno storico dell'architettura italiano.

## Biografia
Sergio Polano è stato professore ordinario di storia dell’arte contemporanea (L-ART/03). Si è laureato in architettura nel 1974 con Manfredo Tafuri presso l'Università Iuav di Venezia, dove ha poi intrapreso la carriera accademica. Ha insegnato presso le università di Udine (1989–91) e di Ferrara (1991–96), come professore di storia dell’architettura contemporanea, tornando infine presso lo Iuav di Venezia, di cui è stato anche prorettore alla comunicazione.
È autore di una ventina di volumi (tra cui le monografie quelle su Theo van Doesburg, Berlage, Jože Plečnik, Carlo Scarpa, Santiago Calatrava, Achille Castiglioni, Michele De Lucchi), le guide allʼarchitettura del Novecento in Italia, Mostrare - antologia sulla storia dell’allestimento italiano, raccolte di saggi sulla storia della grafica intitolate abecedario e sussidiario e oltre 400 contributi, in riviste e periodici, relativi all’architettura contemporanea, la grafica e il disegno industriale e l'exhibition design.
In particolare ha collaborato a L'Architecture d'Aujourd'hui, Oppositions, Lotus.
Dal 1996 ha fatto parte della redazione di Casabella e dal 2010 ne ha anche curato il sito ufficiale.

## Pubblicazioni
- Theo van Doesburg, Scritti di arte e letteratura, a cura di Sergio Polano, Roma, Officina Edizioni, 1979.
- (EN) Sergio Polano, Giovanni Fanelli e Vincent Van Rossem, Hendrik Petrus Berlage. Complete works, Austria, Phaidon Press, 1987.
- Sergio Polano, Carlo Scarpa: Palazzo Abatellis, Milano, Electa, 1989, ISBN 9788843557332.
- Alberto Ferlenga e Sergio Polano (a cura di), Jože Plečnik. Progetti e città, Milano, Electa, 1990.
- Sergio Polano e Luciano Semerani (a cura di), Friuli Venezia Giulia. Guida critica all'architettura contemporanea, Venezia, Arsenale, 1992.
- Sergio Polano, Santiago Calatrava, Opera Completa, Milano, Mondadori Electa, 1996, ISBN 9788843554508.
- Sergio Polano, Mostrare. L'allestimento in Italia dagli anni Venti agli anni Ottanta, Milano, Lybra Immagine, 2000.
- Sergio Polano, Achille Castiglioni. Tutte le opere 1938-2000, Milano, Mondadori Electa, 2002, ISBN 9788837042912.
- Sergio Polano e Pierpaolo Vetta, Abecedario. La grafica del novecento, Milano, Mondadori Electa, 2002, ISBN 9788843582587.
- Fiorella Bulegato e Sergio Polano, Michele De Lucchi. Comincia qui e finisce là, Milano, Mondadori Electa, 2004, ISBN 9788837026622.
- Sergio Polano e Marco Mulazzani, Guida all'architettura italiana del Novecento, Milano, Mondadori Electa, 2004, ISBN 9788837033316.
- Sergio Polano e Paolo Tassinari, Sussidiario. Grafica e caratteri moderni, Milano, Mondadori Electa, 2010, ISBN 9788837073237.
- (EN) Francesco Dal Co e Sergio Polano, Carlo Scarpa. The Querini Stampalia foundation in Venice, Milano, Mondadori Electa, 2015.
- Francesco Dal Co e Sergio Polano, Carlo Scarpa, Milano, Mondadori Electa, 2015, ISBN 9788891807595.
- Sergio Polano, Castiglioni, Milano, Mondadori Electa, 2018, ISBN 9788891819567.
- Sergio Polano, Mostre e Musei di Guicciardini & Magni Architetti, Milano, Mondadori Electa, 2019, ISBN 9788891824639.